# Leggadina lakedownensis
Leggadina lakedownensis é uma espécie de roedor da família Muridae.
Apenas pode ser encontrada na Austrália.
Os seus habitats naturais são: savanas áridas.